# Grisolles (Tarn-et-Garonne)
Grisolles település Franciaországban, Tarn-et-Garonne megyében. Lakosainak száma 4206 fő (2022. január 1.). Grisolles Dieupentale, Castelnau-d’Estrétefonds, Fronton, Grenade, Ondes, Aucamville, Canals, Pompignan és Verdun-sur-Garonne községekkel határos.

## Népesség
A település népességének változása:
| Lakosok száma | 3860 | 3991 | 4109 | 4115 | 4152 | 4177 | 4187 | 4197 | 4206 |
|               | 2013 | 2015 | 2016 | 2017 | 2018 | 2019 | 2020 | 2021 | 2022 |